# Отчаянные меры (фильм, 1993)
«Отчаянные меры» (англ. Desperate Remedies) — художественный фильм 1993 года производства Новой Зеландии, совместная работа двух режиссёров — Стюарта Мейна и Питера Уэллса. Главные роли в этом фильме исполнили Дженнифер Уорд-Лиленд, Кевин Смит, Лиза Чаппелл, Майкл Херст и Клифф Кертис. Премьера фильма состоялась 25 ноября 1993 года в Австралии. Фильм был хорошо встречен публикой и кинокритиками, в результате он получил несколько наград и номинаций на различных кинофестивалях, в том числе и в самой Новой Зеландии.

## Сюжет
Действие фильма происходит в Новой Зеландии в конце XIX века. Главные героини картины — две сестры. Старшую сестру зовут Доротея, она умная женщина и имеет свой собственный бизнес. Младшая сестра Роза неразумна и связалась с каким-то мерзким типом Фрейзером. Она любит его и уже ждёт от него ребёнка, а он втягивает её в употребление наркотиков и хочет жениться на ней только из-за её богатого наследства.
Доротея ищет способ избавить Розу от Фрейзера, она готова потратить большие деньги, чтобы откупиться от него. Доротея находит несколько грубого, но красивого парня Лоуренса Хейса. Она предлагает ему сделку. Он должен очаровать Розу, жениться на ней, и таким способом избавиться от Дрейзера. У Лоуренса всё получается, и за оказанную услугу Доротея щедро вознаграждает его большим земельным наделом.
Но Лоуренс не довольствуется только Розой — он влюбляется и в Доротею, но она взаимностью ему не отвечает. На Доротею также претендует и местный политик Уильям Пойсер — он нуждается в деньгах и надеется с помощью брака с богатой невестой выправить свой материальное положение. Но Доротее не нужен и политик, она — лесбиянка, любит свою служанку Энн Купер, с которой и хочет продолжить свои любовные отношения.

## В ролях
- Дженнифер Уорд-Лиленд — Доротея Брук
- Лиза Чаппелл — Энн Купер, любовница Доротеи
- Кевин Смит — Лоуренс Хейс
- Майкл Херст — Уильям Пойсер, местный политик
- Кири Миллз — Роза, сестра Доротеи
- Клифф Кертис — Фрейзер, любовник Розы
- Бриджет Армстронг — Мэри Энн